# McHenry (Dakota du Nord)
Pour les articles homonymes, voir McHenry.
Ne pas confondre avec le comté situé dans le même État, le comté de McHenry.
La ville de McHenry est située dans le comté de Foster, dans l’État du Dakota du Nord, aux États-Unis. Lors du recensement de 2010, sa population s’élevait à 56 habitants.

## Histoire
McHenry a été fondée en 1899.

## Démographie
| 1910 | 1920 | 1930 | 1940 | 1950 | 1960 |
| ---- | ---- | ---- | ---- | ---- | ---- |
| 398  | 299  | 219  | 250  | 189  | 155  |

| 1970 | 1980 | 1990 | 2000 | 2010 | - |
| ---- | ---- | ---- | ---- | ---- | - |
| 152  | 113  | 85   | 71   | 56   | - |

## Source
- (en) Cet article est partiellement ou en totalité issu de l’article de Wikipédia en anglais intitulé « McHenry, North Dakota » (voir la liste des auteurs).